# Le Hourdel
Le Hourdel és un port pesquer i poblet del municipi francès de Cayeux-sur-Mer a la punta més meridional de la estuari del Somme. El 1878 tenia 102 habitants. El canal de Cayeux hi desemboca al priel que forma el port pesquer i esportiu, que només és accessible per plenamar.
Sigui plenamar o baixamar, és un dels primers punts per observar foques. També s'hi poden observar els canvis de paisatge espectaculars pels moviments de la marea. Amb un desnivell que pot atènyer els deu metres i més, els excursionistes han de vetllar la taula de la marea i tornar a la terra ferma ben aviat. La marea entrant pot encerclar en pocs minuts bancs de sorra en omplir els priels secs, amb un corrent tant fort que les fan difícils per travessar.

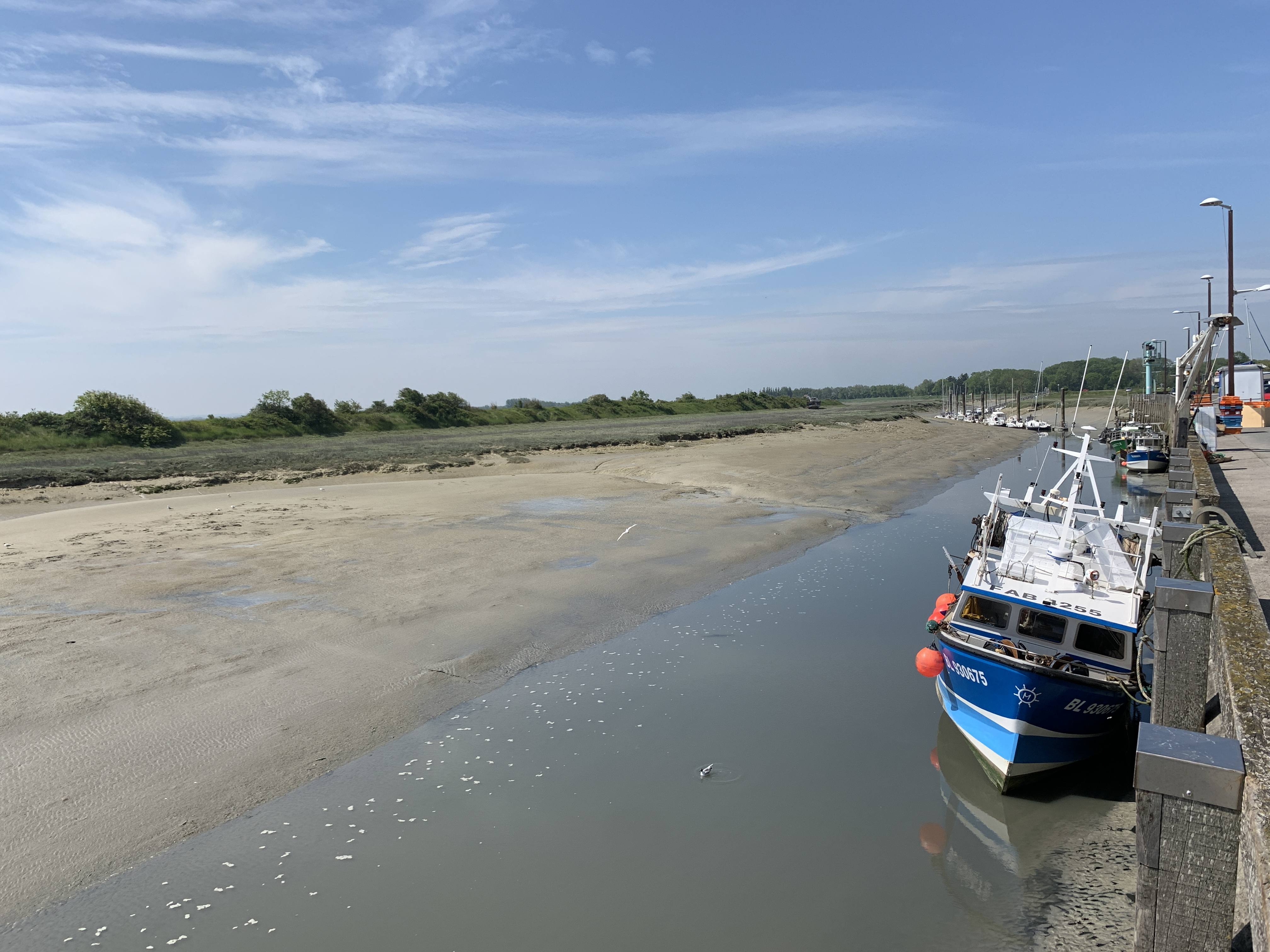
El port a baixamar

El port del Hourdel es va crear a l'entorn de l'any 1833. La platja encara no urbanitzada ja va servir per als pescadors des del darrere quart del segle xviii quan es va tancar el port natural de la caleta «Hâble d'Ault» més al sud per protegir els camps contra la marea. El 1772 es va estrenar el Canal de Cayeux que desguassa els pòlders del municipi de Cayeux. La marea erosiona la costa al sud de Cayeux i deposita el còdols al nord del Far del Hourdel, el que fa créixer la península i ensorra el port.